# 喬治·貝爾
荷黑·安東尼奧·貝爾·馬泰（西班牙語：Jorge Antonio Bell Mathey，1959年10月21日—），為前美國職棒大聯盟的左外野手，生涯曾效力過藍鳥、小熊與白襪等隊。

## 職業生涯

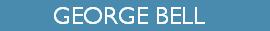
貝爾是藍鳥隊名人堂的一員

1978年，貝爾和費城人簽約。後來他在1980年規則五選秀被藍鳥選走。1984年，貝爾開始在大聯盟站穩腳步，和洛伊德·莫斯比與傑西·巴菲爾德成為球隊先發外野手。1985年，藍鳥首度拿下東區冠軍。儘管貝爾在美聯冠軍賽的打擊率高達3成21，但球隊仍敗給皇家。1987年，藍鳥以2場勝差輸給老虎拿下分區第二。不過貝爾的打擊率高達3成08，並打回聯盟最多的134分打點，最終順利拿下美聯MVP。
1988年，他成為大聯盟首位在開幕戰敲出單場三響砲的球員。但這年他和總教練Jimy Williams發生不合，因為總教練想讓貝爾擔任全職指定打擊。1989年，貝爾的打擊率為2成97，並敲出18轟與104分打點。藍鳥隊再次拿下分區第一，不過他們在美聯冠軍賽輸給運動家，而貝爾只繳出2成打擊率，並敲出1轟。
1989年5月28日，貝爾敲出再見全壘打。6月5日，他成為第一位在藍鳥新主場天虹體育場開轟的球員。1990年球季結束後，貝爾成為自由球員，隨後他加盟小熊。1991年，小熊將貝爾交易到白襪，換來薩米·索薩和Ken Patterson。1992年，貝爾敲出25轟與112分打點。1993年，貝爾面臨膝傷困擾導致打擊能力下滑。他在美聯冠軍賽完全沒有上場，並在球季結束後被球隊釋出，最後他宣布退休。
2004年，貝爾入選加勒比棒球名人堂。2013年，他先後入選加拿大棒球名人堂和安大略省運動名人堂。

## 生涯成績
| 出賽次數 | 打席  | 打數  | 得分 | 安打  | 二安 | 三安 | 全壘打 | 打點  | 盜壘 | 保送 | 三振 | 打擊率 | 上壘率 | 長打率 | OPS  |
| -------- | ----- | ----- | ---- | ----- | ---- | ---- | ------ | ----- | ---- | ---- | ---- | ------ | ------ | ------ | ---- |
| 1,587    | 6,592 | 6,123 | 814  | 1,702 | 308  | 34   | 265    | 1,002 | 67   | 331  | 771  | .278   | .316   | .469   | .785 |

## 個人生活
貝爾的弟弟Juan也是一名大聯盟選手，Juan日後更先後加盟中職的興農牛與中信鯨，登錄名分別為「魚貝精」和「帝多」。

## 參看
- 美國職棒大聯盟全壘打排行榜
- 美國職棒大聯盟打點排行榜
- 美國職棒大聯盟打點王

## 外部連結
- 球員資訊和成績在MLB ，ESPN ，Retrosheet ，Baseball Reference ，Baseball Reference (Minors) ，Fangraphs ，The Baseball Cube ，Baseball Almanac （英文）
- 喬治·貝爾在台灣棒球維基館上的頁面（繁體中文）